# Leopold-Figl-Observatorium

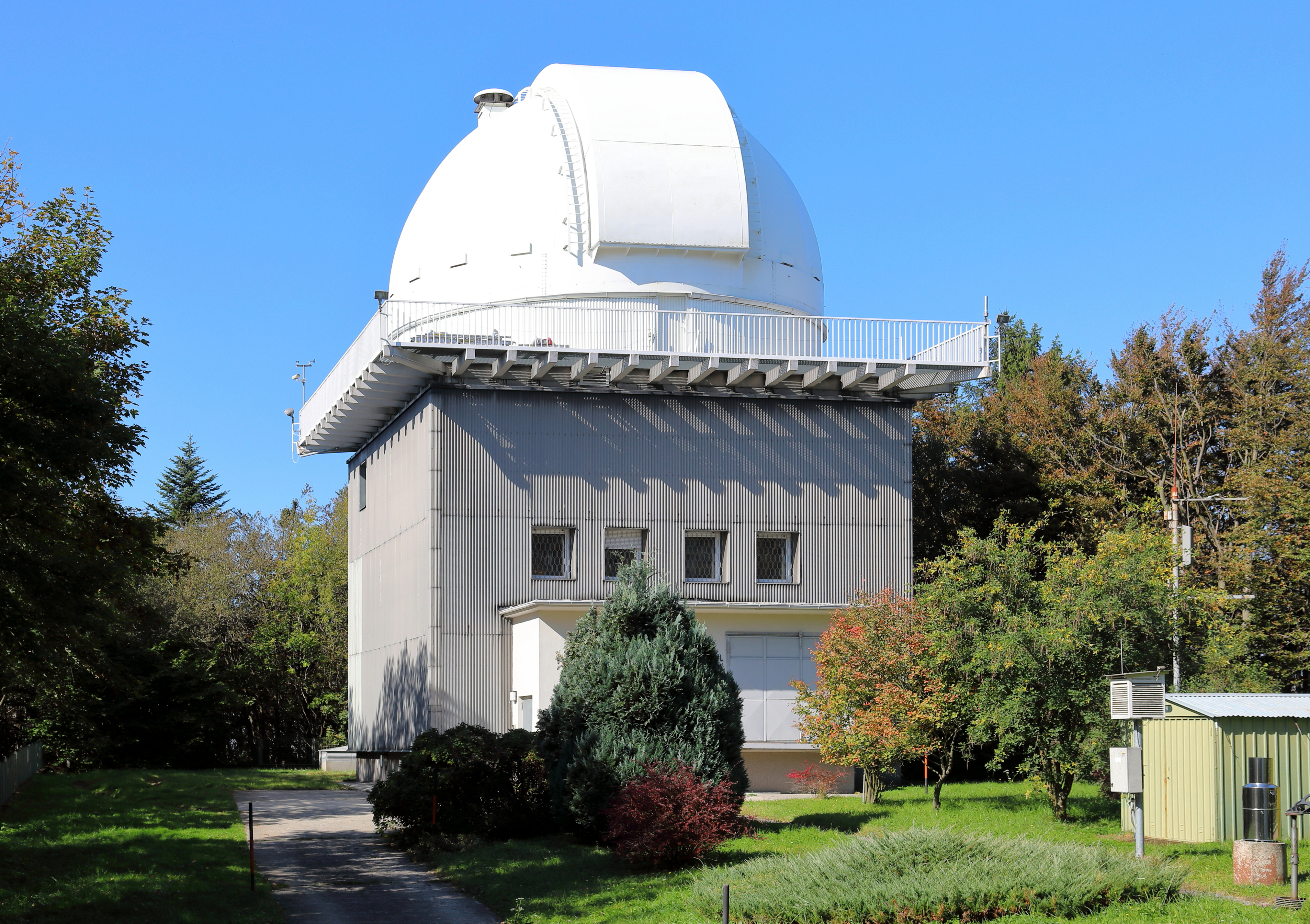
Hauptgebäude des Leopold-Figl-Observatoriums

Das Leopold-Figl-Observatorium für Astrophysik mit dem größten Spiegelteleskop Österreichs ist eine Außenstelle der Universitätssternwarte Wien und wird von der Universität Wien betrieben. Es befindet sich auf dem Mitterschöpfl, einem Nebengipfel des Schöpfl, auf einer Seehöhe von 882 m. Die Sternwarte steht an der Gemeindegrenze zwischen Altenmarkt an der Triesting und Klausen-Leopoldsdorf; sie liegt zugleich in der Kernzone des Biosphärenparks Wienerwald. Das Observatorium ist unter dem IAU-Code 562 registriert.
Die Sternwarte wurde der Universität Wien anlässlich ihres 600-jährigen Jubiläums im Jahr 1965 vom Land Niederösterreich geschenkt. Dies geschah auf Betreiben des damaligen niederösterreichischen Landeshauptmanns Leopold Figl, der aber die Eröffnung nicht mehr erlebte. Die Auswahl eines geeigneten Standortes war nicht einfach, da es einer sauberen Luft, möglichst geringer Lichtverschmutzung und möglichst vieler klarer, trockener Nächte (keine Zirren, Luftfeuchtigkeit max. 80 %) bedarf, um wissenschaftlich verwertbare Daten zu erhalten. Andererseits sollte der Standort nicht zu weit vom dazugehörigen Institut sein.
Die Grundsteinlegung erfolgte am 13. September 1966, die offizielle Einweihung und Eröffnung am 25. September 1969.

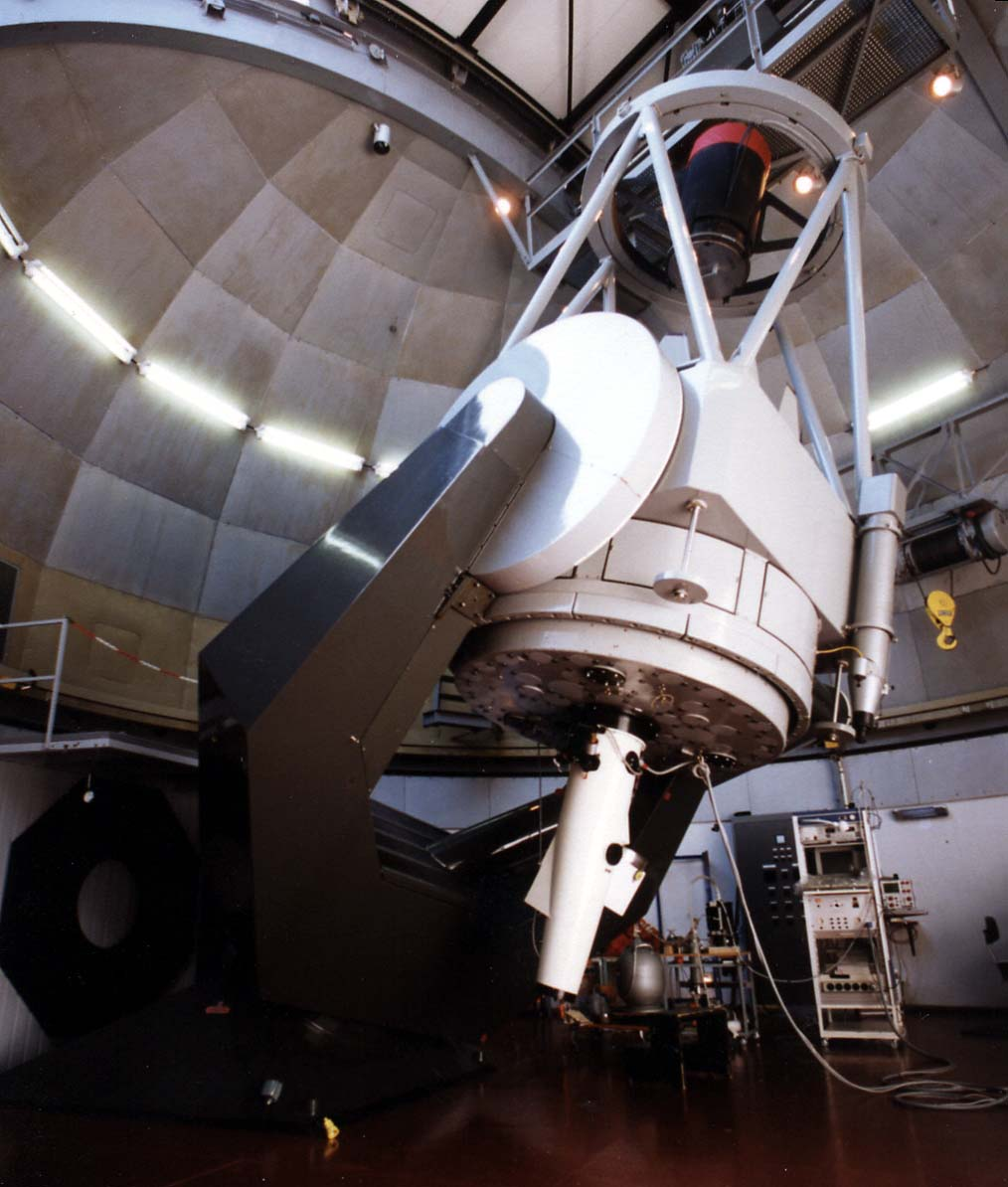
1,5-m-Teleskop des Leopold-Figl-Observatoriums

Als Hauptinstrument steht ein Ritchey-Chrétien-Cassegrain-Teleskop mit einem Hauptspiegeldurchmesser von 1,5 m und einer Brennweite von 12,5 m zur Verfügung. Das Teleskop ist auch für die Beobachtung im Cassegrain- oder Coudé-Fokus (22,5 m bzw. 45 m Brennweite) ausgelegt, wobei der Coudé-Strahlengang aber aus finanziellen Gründen nie realisiert wurde. Die ersten wissenschaftlich verwertbaren Fotoplatten wurden aus organisatorischen Gründen erst im Dezember 1970 belichtet.
Daneben steht ein 60-cm-Spiegelteleskop mit 5 m Brennweite, das von den Mitarbeitern der Werkstatt der Universitätssternwarte Wien (unter der Leitung von Rudolf Pressberger) gebaut wurde.
Seit 1996 werden die Bilder digital mit dem OEFOSC (Oesterreich Faint Object Spectrograph and Camera) gewonnen. Imaging, Photometrie und Spektroskopie können ohne Gerätewechsel am Teleskop durchgeführt werden.
Das Observatorium dient der praktischen Ausbildung von Astronomiestudenten und wissenschaftlichen Langzeitprojekten.
Die Sternwarte ist nur an einem jährlich stattfindenden „Tag der offenen Tür“ für Besucher zugänglich.